# زمین‌لرزه ۲۰۲۱ آسام
زمین‌لرزه ۲۰۲۱ آسام در ساعت ۰۷:۵۱ دقیقه آی اس تی روز ۲۸ آوریل ۲۰۲۱، در فاصلهٔ ۱۱ کیلومتری (۷ مایلی) از دکیاجلی، ایالت آسام، هند با شدت ۶ ریشتر در عمق ۳۴ کیلومتری (۲۱٫۱ مایلی) از سطح زمین رخ داد. کانون این زمین لرزه در فاصلهٔ ۱۴۰ کیلومتری (۸۶ مایلی) از سمت شمال کلان‌شهر گوآهاتی بود. بر اثر این زمین لرزه دو نفر کشته، و دست کم ۱۲ نفر مجروح شدند.